# Beschorneria wrightii
Beschorneria wrightii ist eine Pflanzenart aus der Gattung Beschorneria in der Unterfamilie der Agavengewächse (Agavoideae). Das Artepitheton wrightii ehrt Charles Henry Wright, Assistent am Herbarium der Royal Botanic Gardens Kew.

## Beschreibung
Beschorneria wrightii bildet Stämme von etwa 45 Zentimeter Länge. Ihre Rosetten bestehen aus etwa 50 dichtgedrängten, großen Laubblättern. Diese sind ausgebreitet oder zurückgebogen, schwertförmig, ziemlich steif und entlang der Mittelrippe fleischig. Die glauke Blattspreite ist 60 bis 150 Zentimeter lang und 5 Zentimeter breit. Sie ist zur Spitze hin aufgeraut, an der Basis verbreitert, sehr dick und beiderseits konvex. Die lange braune, steife Spitze ist verschmälert. Die Blattränder sind sehr schmal aufgeraut und fein tief gezähnelt.
Der pyramidale, ziemlich schlanke und reich verzweigte Blütenstand erreicht eine Höhe von 120 bis 200 Zentimeter. Der hochwüchsige Schaft ist leuchtend rot, die Brakteen eiförmig. Die Blüten erscheinen in Büscheln. Ihre (schwach) flaumenhaarigen Perigonblätter sind grünlich und verblassen zu gelb.

## Systematik und Verbreitung
Beschorneria wrightii ist im mexikanischen Bundesstaat México verbreitet.
Die Erstbeschreibung durch Joseph Dalton Hooker wurde 1901 veröffentlicht. In die Art als Synonym einbezogen wird Beschorneria pubescens A.Berger (1906).

## Nachweise